# Karl Edfast
Karl Edfast (* um 1900; † nach 1927) war ein schwedischer Skispringer.
Edfast, der für Luleå SK startete, gewann 1925 seinen ersten und einzigen Schwedischen Meistertitel im Skispringen. Bereits 1922 hatte er das internationale Springen von Kiruna gewonnen. 1927 startete er bei einigen internationalen Springen in Italien, konnte aber keine nennenswerten Erfolge erzielen.